# Јован Тобољски
Свети Јован Тобољски (рус. Иоанн Тобольский; световно Иван Максимович Васиљковски, рус. Иван Максимович Васильковский; децембар 1651 — 10. јун 1715) је руски светитељ и митрополит Руске православне цркве из 17. века.

## Биографија
Рођен је 1651. године у граду Нижин, у угледној и побожној породици Максимович. Та српска породица се у 17. веку иселила у руско царство. Осим њега још један члан породице Максимовић је канонизован — Свети Јован Шангајски. Рођен је од побожних родитеља Максима Васиљевића и Еуфрозине, као седми најстарији син. Од детињства је волео да иде у цркву и да чита Свето писмо. По завршетку Кијевске духовне академије, осам година је у њој предавао латински. Замонашио се у Кијево-Печерској лаври.
Објавио је неколико књига духовних поука: „Илиотропион“ („Сунцокрет“) у коме говори о томе да душа стално треба да се окреће ка Богу као што се сунцокрет окреће ка сунцу.
1677. године постављен је за игумана Свенског манастира који се налазио близу Брјанска и служио је као уточиште прогнаних монаха Кијево-Печерске лавре, услед турског надирања.
1697. године изабран је за Черњиговског епископа. У свој епархији основао је прву средњу богословску школу у Русији.
1711. године изабран је за митрополита Тобољског и Сибирског. Дошавши на чело ове епархије у којој су многи житељи још увек били пагани, прихватио се тешког мисионарског рада и поред тога већ 1714. организовао је руску мисију у Пекингу.)

Предсказао цару Петру Великом победу над Швеђанима и предвидео најезду Наполеона на Русију.
Последњу литургију служио је 10. јуна 1715. године. Након тога је позвао свештенство и градске сиромахе на трпезу за којом их је сам служио. После тога се опростио од свих и повукао у своју келију, где је у миру умро.
Црква је званично канонизовала светитеља Јована 1916. године.